# Jéssica de Lima Gonçalves Lopes Ferreira
Jéssica de Lima Gonçalves Lopes Ferreira (* 8. Juni 1981 in Iacanga, São Paulo) ist eine ehemalige brasilianische Fußballspielerin und aktuell aktive Trainerin.

## Karriere
Jéssica begann das Fußballspielen in der Talentförderung des América FC in São José do Rio Preto und nahm ihre Profilaufbahn 1997 bei einem Club in Marília auf. 1999 kehrte sie an den „schwarzen Fluss“ zurück, um sich dort der noch jungen und unter Francisco „Chicão“ Reguera Inojo im Aufbau befindenden Frauenmannschaft des Rio Preto EC anzuschließen, für den sie die folgenden neunzehn Jahre aktiv blieb und in dieser Zeit zu dessen Rekordspielerin avancierte. Allein ab einschließlich der Saison 2013 war sie bis zu ihrem Karriereende 2019 in annähernd einhundertsechzig Einsätzen aufgelaufen.
Am 26. Oktober 2018 beendete Jéssica ihre Spielerlaufbahn im letzten Finalspiel um die brasilianische Meisterschaft (Série A1–2018) im Estádio Alfredo Schürig gegen den SC Corinthians. In der Saison 2019 lief sie am neunten Spieltag der Meisterschaft am 15. Mai noch einmal in einem Spiel für die mittlerweile von „Chicão“ Reguera trainierte AA Ponte Preta auf und erzielte dabei zum 5:0-Sieg gegen Sport Recife ein Tor.
Nachdem sie schon den Frauennachwuchskader von Ponte Preta trainiert hatte, übernahm Jéssica de Lima im August 2019 den Posten der Assistenztrainerin der brasilianischen U20-Nationalmannschaft der Frauen.
2022 übernahm Jéssica den Posten der Cheftrainerin beim Club Ferroviária, den sie in der Saison 2023 bis in das Finale der brasilianischen Meisterschaft führte.

## Erfolge
als Spielerin:
- Brasilianische Meisterin: 2015
- Staatsmeisterin von São Paulo: 2016, 2017

als Trainerin:
- Staatspokal von São Paulo: 2023